# 鸵鸟
非洲鸵鸟（学名：Struthio camelus）属鸵形目鸵鸟科，是世界上最大的一种鸟类，生活于非洲的沙漠草地和稀树草原地带，因其羽、皮及肉等都有很高的经济价值，有生长快、繁殖力强、易饲养和抗病力强等优点，在许多国家被广泛驯养。相較於其他鳥類，鴕鳥的習性其實與草食哺乳類較為相近。

## 特征
雄鸟可以高达2.5公尺，最大体重可达155公斤，雌鸟较小，两翼退化，翅羽的功能主要是用來平衡身體，翅羽在寒冷的季節用來覆蓋無羽毛的大腿以保持體溫及交配時用來求偶發情，成鳥也常用翅羽來保護幼鳥及穴中的蛋。鸵鸟為走禽平胸鳥類。所以有胸骨，龙骨突不发达。頭比例小，腦約重40公克，頸長約90公分，腿長約1公尺，足具2趾，由第3趾和第4趾演化而成，是目前世界上唯一的2趾鳥。雄鸟黑色，尾羽白色，是非常有价值的装饰羽毛。
翅膀上的羽毛和别的飞行鸟类的硬翅膀有着显著的不同，他们是绝热的。在上面还有爪子。漂亮而修長的雙腿有助於他們長時間的快速奔跑，而消除疲倦感，用2趾站立，大的那个就像是蹄。这是鸵鸟的独特的适应性，为了应付突来危险而快速奔跑。鸵鸟的巨大眼球，带着浓黑的眼睫毛，是陆地生物中最大的眼球，只有鲸的眼球比之更大。鴕鳥視力佳，一個眼球重達60公克，可看清3至5公里遠的東西，其瞬膜（第3眼瞼）有阻擋沙礫及保護眼睛之功能。
成年雄鳥羽毛為明顯黑白色，翅羽及尾羽為純白色，頸部稀疏的細羽中裸露出藍灰色或桃紅色皮膚，大多數公鳥在頸部裸毛下緣還有一圈白毛，上嘴殼及雙腿前緣及兩趾背部鱗片會呈現桃紅色。雄鳥體形較雌鳥大，身高約200至250公分，最高可達270公分，體重約100至150公斤，雄性鴕鳥在繁殖時，會露出一個類似哺乳動物陰莖的器官，用於和雌鳥接合。成年雌鳥全身羽毛多數為灰褐色，嘴殼及雙腿無桃紅色。雌鳥體形略小，身高約175至190公分，體重約100公斤。
幼鳥羽毛為刺狀淺黃色軟毛，毛頂端為黑色，頸部帶有黑色的斑點。在3個月大後需經多次更換羽毛，雄鳥羽毛顏色要到11個月大才開始顯現。

## 习性

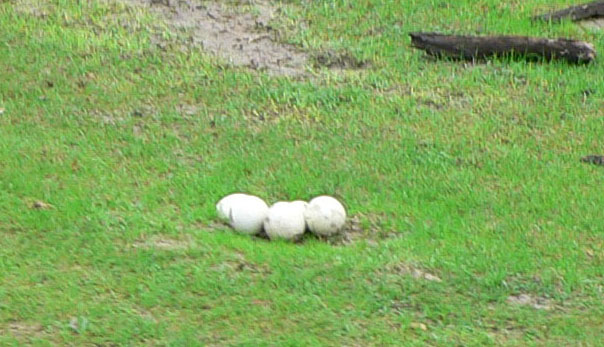
鴕鳥的巢穴

鴕鳥不會飛，但善跑（時速可達65公里/小時，或40哩/小時）。一般由雄鳥帶領幾隻雌鳥群居，生活在非洲沙漠地帶和荒漠草原。他們退化了的小翅膀被雄性鴕鳥在交配時展示。也可以用來給小鳥遮陰。
鴕鳥過著遊牧般的群居生活，一般5-50只左右，在他們旁邊常常伴有其它食草動物，比如斑馬，羚羊。鴕鳥屬於草食性單胃禽類，他們主要吃漿果和肉莖植物，也會吃動物如蝗蟲，螞蚱。
鴕鳥採食多種類的青草，有時也採食灌木和樹木的青綠部分。在乾燥環境下，鴕鳥可採食多汁植物以補充水分。有時鴕鳥也採食小動物（如無脊椎動物和小脊椎動物），以補充蛋白質和能量的來源。
啄食動作佔鴕鳥每日行為很大的部分，一方面為了進食，另一方面能使鴕鳥瞭解周圍環境。鴕鳥對鮮豔物體特別感到興趣，鴕鳥每日的重複動作可達2000~4000次，此種行為對圈飼鴕鳥有時會發生胃食滯的問題，故對幼鳥就應教導其哪些可採食和如何採食。
由於它們沒有牙齒，鸵鸟會吞食一些小石子幫助磨碎胃裡的食物。鴕鳥可以很長時間不喝水，可以借助攝取植物中的水分來生活。然而，它們是非常喜歡水的，常常洗澡。它们有着良好的视力，可以很远就发现掠食动物，比如狮子。
成年鴕鳥最主要的天敵是獅子、花豹及獵豹，由於它們速度太快，獵食者在抓到它之前就已經筋疲力盡了。

## 行為

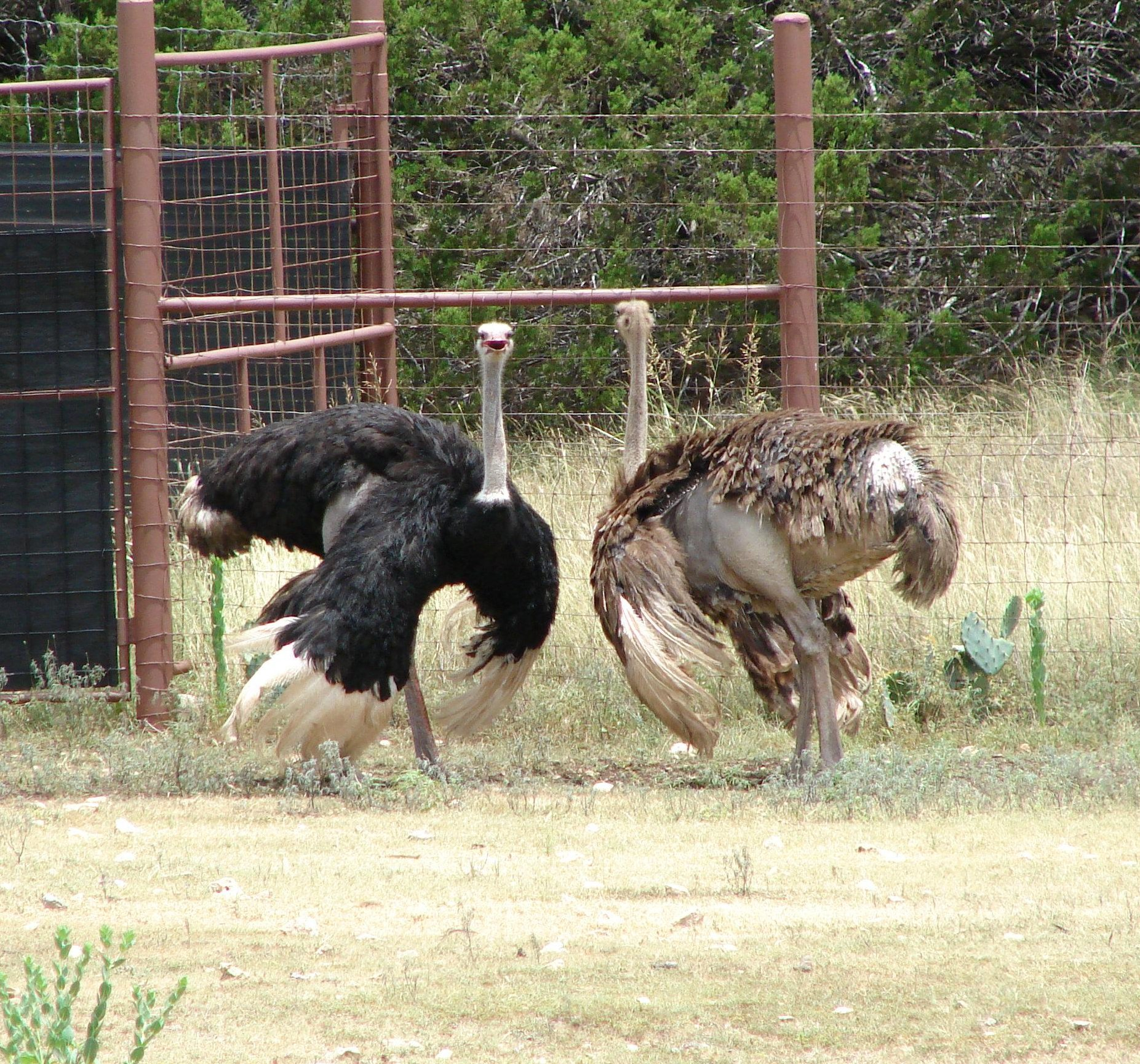
兩隻鴕鳥正在「跳舞」

鴕鳥為失去飛翔能力的鳥類，抵禦天敵靠粗壯的大腿和快速的奔跑能力，它們可持續奔跑20至30分鐘，最快速度可達每小時70公里，每步距離可達3至5公尺。

鴕鳥其實是非常膽小的動物，當掠食者緩慢的靠近牠們，鴕鳥會毫不畏懼的向前反擊，但當掠食者高速衝向他們，鴕鳥會害怕的跑給敵人追。
當受攻擊走投無路或面對較弱小的敵人時，鴕鳥會用腿向前踢，但不會向後或側踢，其中最大的趾頭有一長趾甲，在攻擊敵人時容易造成敵人的傷害，而且其準確性及力量都很高。
鴕鳥是天生敏感警覺的群居動物，因此鴕鳥群在進食或飲水時，常見至少有1隻鴕鳥警戒，當其它鴕鳥抬頭時，负责警戒的鴕鳥才低頭飲水。同群鴕鳥一般沒有進食等級制度，只要有空間，鴕鳥之間極少表現出因進食而互相攻擊的行為。
与普遍流传的误解不同，鸵鸟其实是不会把自己的头埋到沙子里来躲避危险的。这个错误观念可能起源于古罗马作者老普林尼所写的一段有关鸵鸟话。但这可能是误解了鸵鸟为了帮助消化纤维食物而埋头在沙中吞进沙子和鹅卵石的时候。又或者如国家地理学会所建议，这是鸵鸟通过放低自己身体、压低脖子来更好地隐蔽的一种防御行为。鸵鸟的羽毛可以较好地与沙土融为一体，从远处看时产生了它们“把头埋在沙子中”的视像。还有一种可能，由于鸵鸟是将蛋放在沙子里保管，孵化时不时地需要用鸟喙来旋转、翻动鸟蛋。挖洞、放蛋、翻转，这些时刻都可能在被人看到后误解了。但不論如何，鴕鳥把頭埋到沙子裡躲避危險的傳言，使得「鴕鳥心態」成為一個常見的熟語。

## 壽命
野生鴕鳥的壽命為30至40年。人工飼養者則會更長壽，可達50至60歲。

## 繁殖

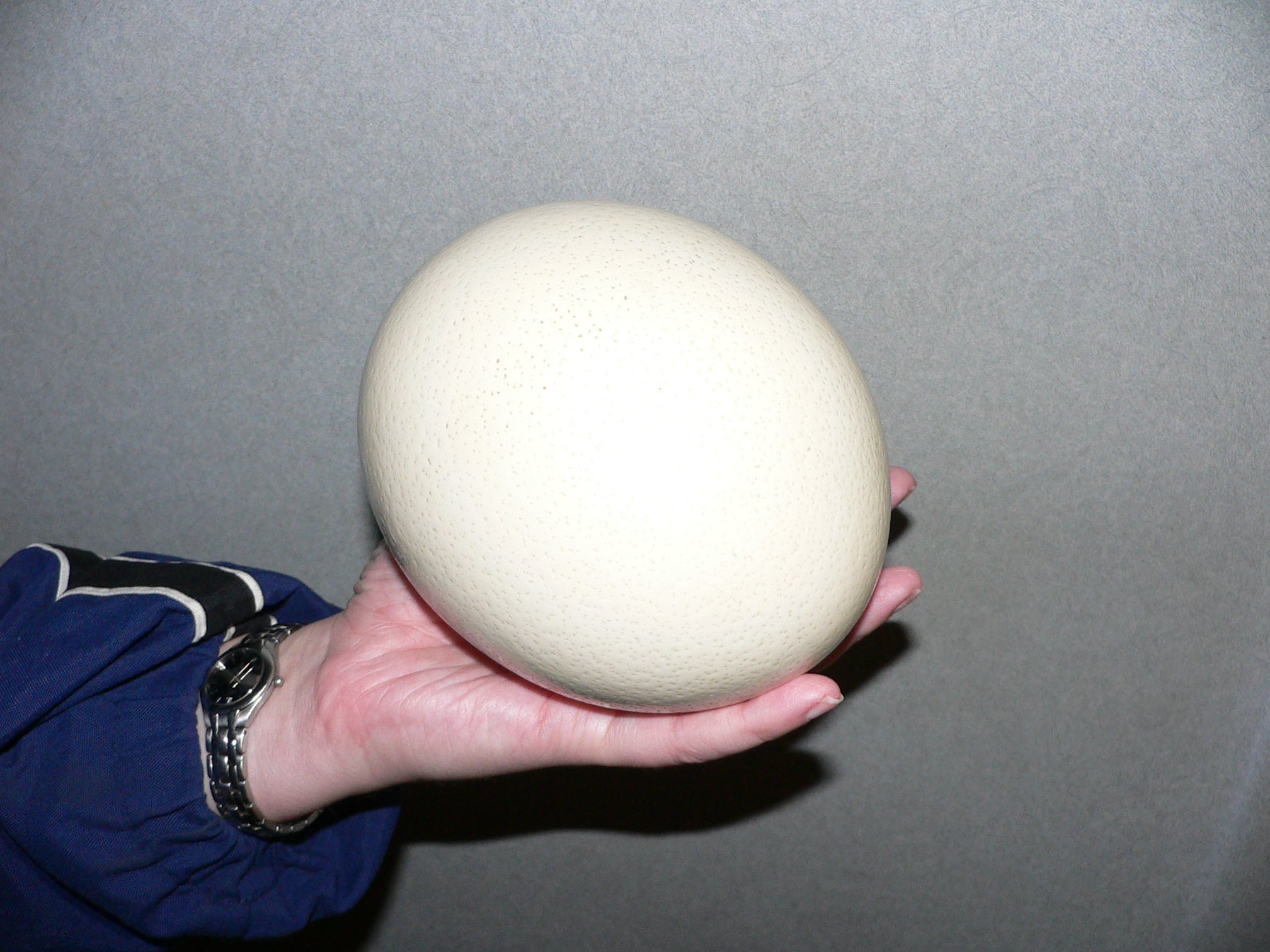
鴕鳥蛋

鴕鳥在2到4歲達到性成熟；雌鴕鳥要比雄鴕鳥早六個月。野生鴕鳥雖然有一夫一妻制，但通常以一夫多妻制為主，多為1公2母。交配季節為每年三四月份到九月。
母鳥面對發情對象時會有直立、排尿、排糞和出現其他動作，並以發出嘶聲、啄、踢等動作驅趕其他母鳥或其他非目標的雄鳥。公鳥的求偶行為通常稍晚，當求愛開始時會表現出極大的敵意，將翅膀高舉，尾豎起，以此姿勢發出嘶聲，向其他公鳥或其他動物作出威嚇，有時也以此姿勢追趕所選擇的母鴕鳥。當公母鴕鳥配對後，牠們會選擇遠離大群體的地方，繼續求偶行為，而公鳥兩翼會左右搖擺，圍繞在母鳥身旁跳“求偶舞”，有時母鳥會一起跳。
交配過程很特別，由一群雌鴕鳥進行打鬥，根據勝利的順序排定與雄鴕鳥的交配順序。築巢的工作主要由公鳥負責，偶爾母鳥也會參與築巢，鴕鳥喜歡在沙地築巢，公鳥會在母鳥開始產蛋前就在巢的附近守衛，對巢穴的安全十分警覺，故在繁殖季節時公鳥會變得較具攻擊性，母鳥在產蛋期間也可能較具攻擊性，但大部分時候都是比較馴良的。
鴕鳥蛋重量可達1.3公斤，是已知世界上最大的鳥蛋，但其實鴕鳥蛋相對鴕鳥的身體而言比例是所有鳥中最小的。野生母鴕鳥每隻每次生產蛋約8～15隻，因每窩有多隻母鳥產的蛋，所以每窩約可有20至15隻蛋，年產蛋約30至40顆；在馴養的狀態下，因產蛋後就被取走，因此產蛋數較多，一般年平均產蛋數為60至100隻。
鳥蛋白天由雌鳥孵化，晚上則由雄鳥孵化。孵化期平均為42天，自然孵化時，公母鳥會輪流孵化，白天由母鴕鳥孵，晚上由公鳥孵。鴕鳥對孵蛋的保護意識很強，孵蛋時經常將頭放在地上，此舉是預防被其他動物發現，此時的鴕鳥極具攻擊性，受攻擊時會進行反抗以保護蛋。在野外情況下，蛋育孵化後，養育幼鳥的工作由公鳥負責。鴕鳥蛋重約1,100至1,800克，是雞蛋重量之20至30倍，蛋殼呈光亮白色至奶油淡黃色，蛋殼厚而且堅硬。

## 分佈
鸵鳥產於非洲稀樹草原，共有五個亞種及一種馴養鴕鳥種，其中阿拉伯鴕鳥已絕種。
遠古時期中國分佈有鴕鳥，山頂洞人、許昌人等遺址中皆有發現鴕鳥蛋殼，後來消失。

## 亞種
- 北非鴕鳥，亞種名S.c.camelus（紅頸鴕鳥）。頸和腿較長，腿較細及強健，腳較大。頭頂為禿頂，有斑點及有短的棕色羽毛。育成鳥和成熟母鳥皮膚為淡黃色，成熟公鳥身體為紅或粉紅色，在繁殖季時頭部、頸部和腿部會變深紅色。公鳥身體羽毛為黑色而尾巴和翅膀為白色。母鳥身體羽毛為深褐色，邊緣、尾巴和翅膀顏色較為灰白。北非鴕鳥以前活動範圍遍佈在北非，現在分佈在茅利塔尼亞到衣索比亞。
- 東非鴕鳥，亞種名S.c.massaicus（紅頸鴕鳥）。頸部環窄。頭頂部份禿頂或全部被羽毛覆蓋。頸部和大腿皮膚為粉紅灰色，到繁殖季變為鮮紅色，公鳥在繁殖季節變色更加明顯。分佈範圍為坦尚尼亞及肯亞。
- 南非鴕鳥，亞種名S.c.australus（藍頸鴕鳥）。源自南非，頭頂全部被羽毛覆蓋，頸部為灰色，沒有頸部環。頸部皮膚是青灰色，到繁殖季變為紅色。尾巴為灰暗到鮮黃褐色。其他羽毛顏色與其他亞種相似。雄鳥的腳部鱗片呈鮮紅色，無白色頸環。分佈於南非、波札那、辛巴威，現在限於一些野生公園和納米比亞的北部。
- 敘利亞鴕鳥或阿拉伯鴕鳥，亞種名S.c.syriacus（紅頸鴕鳥）。有最纖細的羽毛。分佈在阿拉伯沙漠、巴勒斯坦、敘利亞、伊朗。由於人類濫殺，此種鴕鳥已於1941年絕種。
- 馴養鴕鳥，亞種名S.c.var.domesticus（黑頸鴕鳥）。比野生的亞種小，腿和頸子較短，身體較長較寬，喙較短，羽枝較寬圓。母鳥的羽毛較白。目前人工飼養的鴕鳥或稱馴養鴕鳥(S.camelus Var. dosmesticus)，是一種變種而非亞種，一般稱黑頸鴕鳥。[15]

## 歷史
人類開始接觸鴕鳥的歷史可追溯至古埃及、亞述、巴比倫時代，當時已有鴕鳥羽毛交易之記載。
在中國，早在東漢時就有由西域進貢駝鳥的記錄，唐武宗李炎墓中也曾出土鴕鳥石雕。
而聖經提到鴕鳥的頻率也很高。歐洲13世紀十字軍東征，鴕鳥羽毛成為戰利品之一，亨利八世和愛德華六世的肖像也佩帶著鴕鳥羽毛。18世紀後期，法國的瑪麗·安東妮開始了上流社會以鴕鳥羽毛為裝飾的風氣。在19世紀，這種風氣因伊莉莎白一世蔓延到英國，但到了第一次世界大戰後，因經濟不景氣和自然愛好者發起的抵制活動，加上化學纖維的出現，使羽毛貿易急速下降。

## 用途

### 食用
鴕鳥肉可作食用，外觀及口感類似精瘦牛肉，鴕鳥肉含必需胺基酸含量高，較低熱量、較低膽固醇，另外亦含豐富的鐵、及鋅及多元不飽和脂肪酸。鐵含量比牛肉還高，而鴕鳥肉的鋅含量是蜆的17倍，生蠔的2倍。 
鴕鳥蛋亦是受歡迎且常見的食用蛋。

### 鴕鳥皮
鴕鳥皮革製品輕軟、透氣、柔韌、美觀、耐用。

## 延伸阅读
[在维基数据编辑]
 《欽定古今圖書集成·博物彙編·禽蟲典·駝鳥部》，出自陈梦雷《古今圖書集成》